# Régis Laconi
Régis Laconi (Saint-Dizier, Francia, 8 de julio de 1975) es un expiloto francés de motocicletas que participó en el Campeonato del Mundo de Motociclismo en todas las categorías. También participó en el Campeonato Mundial de Superbikes, donde a conquistar el subcampeonato.

## Biografía

### Inicios
Laconi, de madre francesa y padre Italiano, comenzó a competir en 1991 en el campeonato francés de 125cc. Ganó este título en 1992 y el título francés 250 cc un año más tarde, y el Campeonato de Europa de Motociclismo  de 250 cc en 1994. En 1995, realizó su primera temporada completa en el Mundial de 250cc aunque nunca fue favorito en sus dos temporadas allí.

### 500cc
En 1997 dio el salto a 500cc pero su temporada estuvo marcada por las lesiones, perdiéndose cuatro Grandes Premios. Con Red Bull volvió en 1998, a bordo de una Yamaha durante tres temporadas. Acabó 10.º, 11.º y 12.º aunque consiguió la única victoria de su carrera en el Mundial en Valencia en 1999

### Campeonato del Mundo de Superbikes
En 2001 y de mano de Aprilia da el salto al Campeonato del Mundo de Superbikes. Lideró la primera vuelta de la temporada, pero luchó durante gran parte de la temporada en circuitos que no conocía. Hasta la ronda final en Imola, su mejor resultado fue un cuarto puesto, pero se benefició al conocer este circuito. Se clasificó segundo y ganó la segunda carrera, después de correr con fuerza en la carrera 1 antes de ser eliminado por una caída con el campeón Troy Bayliss. Su salto a MotoGP en 2002 no tuvo éxito, con una octava posición como mejor resultado. Así que en 2003 regresó a Superbikes para el equipo Caracchi Ducati, haciendo un buen trabaja para dar el salto a la fábrica en 2004 con 5 podios, terminando 4.º en un campeonato relativamente debilitado.
Él y su compañero de equipo James Toseland eran claramente favoritos para el título de 2004, donde Toseland ganó en la ronda final de la temporada, a pesar de que Régis se llevó 5 poles y 7 victorias, y el Mundial de constructores. Su temporada en 2005 fue interrumpida por una lesión, y en 2006 cambió a Kawasaki PSG-1 Corse. Terminó la temporada detrás de sus dos compañeros de equipo en el campeonato, obteniendo el 15.º lugar, con Chris Walker en el 9.º y Fonsi Nieto en el 10.º.
Permaneció en el equipo en 2007, finalizando décimo en la general. Continúa en el mismo equipo para 2008. En Misano el equipo corrió con una librea localizada en San Marino, pero desafortunadamente, tanto él como su compañero de equipo Makoto Tamada se estrellaron en la carrera 1, obligando a Laconi a correr la carrera 2 con la librea de Kawasaki verde convencional.

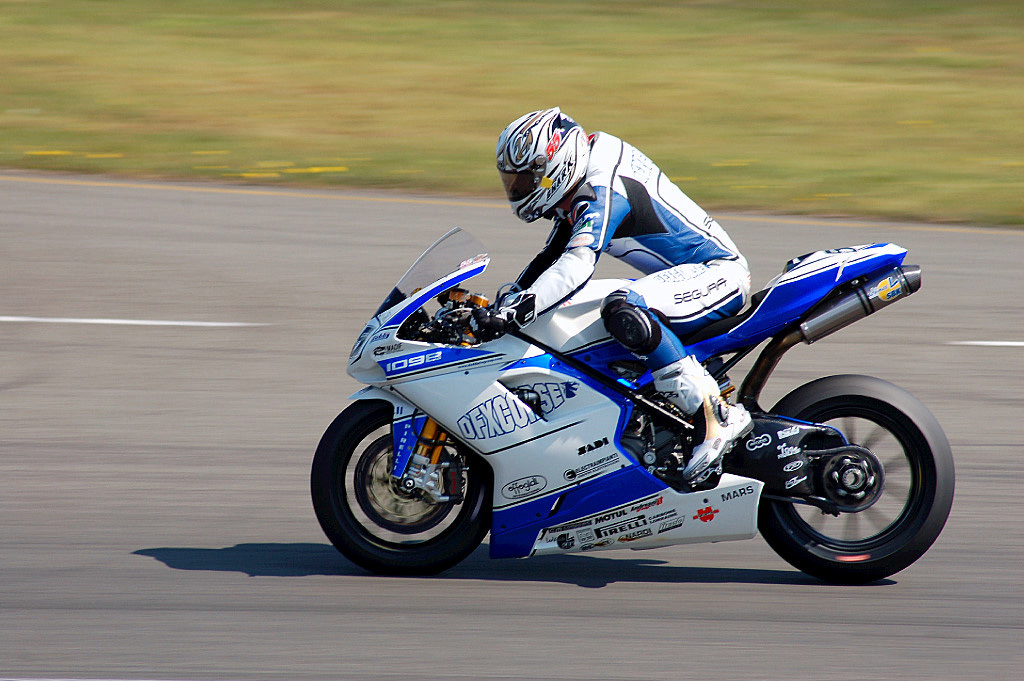
Laconi en el circuito de Assen en la temporada de 2009

En 2009, Laconi cambió a una Ducatti privada, montando la única máquina DFX. Los resultados fueron sólidos al principio de la temporada, sin embargo, se lesionó seriamente cuando se estrelló durante los primeros momentos de la primera práctica de la ronda Kyalami. A partir del 20 de mayo de 2009, se informó que Laconi despertó de su coma inducido médicamente. y se reporta que tiene movimiento completo en sus brazos, manos y piernas. Laconi se ha sometido a una cirugía para volver a unir sus vértebras cervicales y se espera que permanezca inmóvil durante algún tiempo.
Laconi regresó para una prueba exploratoria en el equipo DFX Corse Ducati en Misano en junio de 2010, después de su horrible accidente en Kyalami en 2009. Regis había estado entrenando en su moto y después de más de 70 vueltas con un mejor tiempo de 1'37 "800 demostró que su talento seguía intacto. Pero cualquier idea de volver a las carreras por el momento era prematura y totalmente infundada. La amistad que une a Regis con el jefe del equipo Daniele Carli permitió que realizara la prueba.

## Resultados

### Campeonato del Mundo de Motociclismo
Sistema de puntuación en 1992:
| Posición | 1.º | 2.º | 3.º | 4.º | 5.º | 6.º | 7.º | 8.º | 9.º | 10.º |
| Puntos   | 20  | 15  | 12  | 10  | 8   | 6   | 4   | 3   | 2   | 1    |

Sistema de puntuación de 1993 hasta 2022:
| Posición | 1.º | 2.º | 3.º | 4.º | 5.º | 6.º | 7.º | 8.º | 9.º | 10.º | 11.º | 12.º | 13.º | 14.º | 15.º |
| Puntos   | 25  | 20  | 16  | 13  | 11  | 10  | 9   | 8   | 7   | 6    | 5    | 4    | 3    | 2    | 1    |

#### Carreras por año
(Carreras en negrita indica pole position, carreras en cursiva indica vuelta rápida)
| Año  | Cat.   | Moto    | 1       | 2       | 3      | 4       | 5       | 6       | 7       | 8       | 9       | 10     | 11      | 12      | 13      | 14      | 15      | 16      | Pts. | Pos. |
| ---- | ------ | ------- | ------- | ------- | ------ | ------- | ------- | ------- | ------- | ------- | ------- | ------ | ------- | ------- | ------- | ------- | ------- | ------- | ---- | ---- |
| 1992 | 125cc  | Honda   | JPN -   | AUS -   | MAL -  | SPA -   | ITA -   | EUR -   | GER -   | NED -   | HUN -   | FRA 26 | GBR -   | BRA -   | RSA -   |         |         |         | NC   | 0    |
| 1995 | 250cc  | Honda   | AUS Ret | MAL 21  | JPN 15 | SPA 20  | GER Ret | ITA 19  | NED Ret | FRA Ret | GBR 15  | CZE 21 | BRA Ret | ARG 14  | EUR Ret |         |         |         | 27.º | 4    |
| 1996 | 250cc  | Honda   | MAL Ret | INA 16  | JPN 14 | SPA Ret | ITA 14  | FRA 11  | NED Ret | GER 8   | GBR 7   | AUT 9  | CZE 16  | IMO Ret | CAT 10  | BRA Ret | AUS 12  |         | 15.º | 43   |
| 1997 | 500cc  | Honda   | MAL 12  | JPN 12  | SPA 10 | ITA 10  | AUT Ret | FRA -   | NED -   | IMO -   | GER -   | BRA 9  | GBR Ret | CZE 7   | CAT 11  | INA 16  | AUS 5   |         | 14.º | 52   |
| 1998 | 500cc  | Yamaha  | JPN DNS | MAL -   | SPA 14 | ITA 10  | FRA 11  | MAD 7   | NED 9   | GBR 8   | GER 5   | CZE 9  | IMO 12  | CAT 8   | AUS 7   | ARG 6   |         |         | 10.º | 86   |
| 1999 | 500cc  | Yamaha  | MAL 7   | JPN Ret | SPA 7  | FRA 8   | ITA Ret | CAT Ret | NED 12  | GBR Ret | GER 13  | CZE 9  | IMO 5   | VAL 1   | AUS 3   | RSA 14  | BRA 11  | ARG 12  | 11.º | 103  |
| 2000 | 500cc  | Yamaha  | RSA 9   | MAL 9   | JPN 14 | SPA 8   | FRA 9   | ITA 7   | CAT 13  | NED 8   | GBR 12  | GER 7  | CZE 13  | POR 5   | VAL 6   | BRA 8   | PAC 11  | AUS 11  | 12.º | 106  |
| 2002 | MotoGP | Aprilia | JPN 8   | RSA 15  | SPA 14 | FRA 9   | ITA 8   | CAT 14  | NED Ret | GBR 16  | GER Ret | CZE 16 | POR Ret | BRA Ret | PAC 11  | MAL 17  | AUS Ret | VAL Ret | 19.º | 33   |

### Campeonato Mundial de Superbikes

#### Carreras por año
| Año  | Moto     | 1       | 1       | 2       | 2       | 3       | 3       | 4      | 4       | 5       | 5       | 6       | 6      | 7       | 7      | 8       | 8       | 9       | 9       | 10      | 10     | 11      | 11     | 12      | 12      | 13      | 13     | 14     | 14     | Pos. | Pts. |
| Año  | Moto     | R1      | R2      | R1      | R2      | R1      | R2      | R1     | R2      | R1      | R2      | R1      | R2     | R1      | R2     | R1      | R2      | R1      | R2      | R1      | R2     | R1      | R2     | R1      | R2      | R1      | R2     | R1     | R2     | Pos. | Pts. |
| ---- | -------- | ------- | ------- | ------- | ------- | ------- | ------- | ------ | ------- | ------- | ------- | ------- | ------ | ------- | ------ | ------- | ------- | ------- | ------- | ------- | ------ | ------- | ------ | ------- | ------- | ------- | ------ | ------ | ------ | ---- | ---- |
| 2001 | Aprilia  | SPA 4   | SPA Ret | RSA 8   | RSA 6   | AUS Ret | AUS C   | JPN 14 | JPN 14  | ITA 5   | ITA 8   | GBR 12  | GBR 11 | GER 7   | GER 13 | SMR Ret | SMR Ret | USA 11  | USA 9   | EUR Ret | EUR 11 | GER 8   | GER 5  | NED 9   | NED 7   | ITA Ret | ITA 1  |        |        | 11.º | 152  |
| 2003 | Ducati   | SPA 5   | SPA Ret | AUS 6   | AUS 4   | JPN 2   | JPN 7   | ITA 2  | ITA 4   | GER 4   | GER 4   | GBR 4   | GBR 6  | SMR 3   | SMR 4  | USA Ret | USA 4   | GBR 4   | GBR 8   | NED Ret | NED 4  | ITA 3   | ITA 2  | FRA 6   | FRA 16  |         |        |        |        | 4.º  | 267  |
| 2004 | Ducati   | SPA Ret | SPA Ret | AUS 1   | AUS Ret | SMR 1   | SMR 2   | ITA 1  | ITA 1   | GER 6   | GER 1   | GBR Ret | GBR 3  | USA 5   | USA 3  | EUR 2   | EUR Ret | NED 3   | NED 5   | ITA 1   | ITA 1  | FRA 3   | FRA 3  |         |         |         |        |        |        | 2.º  | 327  |
| 2005 | Ducati   | QAT 3   | QAT 2   | AUS 7   | AUS 7   | SPA DNS | SPA DNS | ITA 4  | ITA 2   | EUR 1   | EUR Ret | SMR 1   | SMR 1  | CZE 3   | CZE 7  | GBR 3   | GBR 5   | NED DNS | NED DNS | GER     | GER    | ITA 9   | ITA C  | FRA DNS | FRA DNS |         |        |        |        | 6.º  | 221  |
| 2006 | Kawasaki | QAT 13  | QAT Ret | AUS 13  | AUS 16  | SPA 8   | SPA 8   | ITA 7  | ITA Ret | EUR 7   | EUR 14  | SMR 6   | SMR 19 | CZE Ret | CZE 16 | GBR 9   | GBR 4   | NED Ret | NED 8   | GER 12  | GER 19 | ITA 10  | ITA 10 | FRA 9   | FRA 18  |         |        |        |        | 15.º | 103  |
| 2007 | Kawasaki | QAT Ret | QAT 11  | AUS Ret | AUS Ret | EUR 7   | EUR 6   | SPA 11 | SPA 8   | NED 16  | NED 10  | ITA Ret | ITA 8  | GBR 5   | GBR C  | SMR 7   | SMR 11  | CZE 11  | CZE 14  | GBR 8   | GBR 9  | GER 6   | GER 11 | ITA 7   | ITA Ret | FRA 9   | FRA 8  |        |        | 10.º | 137  |
| 2008 | Kawasaki | QAT 15  | QAT 16  | AUS Ret | AUS 17  | SPA 8   | SPA 9   | NED 11 | NED 16  | ITA Ret | ITA Ret | USA Ret | USA 9  | GER 14  | GER 10 | SMR Ret | SMR Ret | CZE Ret | CZE Ret | GBR Ret | GBR 16 | EUR Ret | EUR 15 | ITA 16  | ITA 9   | FRA 11  | FRA 20 | POR 10 | POR 10 | 16.º | 61   |
| 2009 | Ducati   | AUS 7   | AUS 4   | QAT 10  | QAT 14  | SPA 4   | SPA 4   | NED 8  | NED 16  | ITA 8   | ITA 11  | RSA     | RSA    | USA     | USA    | SMR     | SMR     | GBR     | GBR     | CZE     | CZE    | GER     | GER    | ITA     | ITA     | FRA     | FRA    | POR    | POR    | 15.º | 77   |